# (2838) Takase
(2838) Takase es un asteroide perteneciente al cinturón de asteroides, descubierto el 26 de octubre de 1971 por Luboš Kohoutek desde el Observatorio de Hamburgo-Bergedorf, Hamburgo, Alemania.

## Designación y nombre
Designado provisionalmente como 1971 UM1. Fue nombrado Takase en honor al astrónomo japonés Bunshiro Takase.